# Aérodrome de Saül
L'aérodrome de Saül (code IATA : XAU • code OACI : SOOS) est situé à 500 m au sud-est de la commune de Saül, située en Guyane.

## Historique
À la suite de l'ouverture de la piste de Bélizon, le Bureau minier guyanais réalisa, de 1953 à 1954, l'aménagement d'un terrain d'atterrissage.

## Situation
| \| 50 km1:7 108 000 \| Cayenne Saül Saint-Laurent · du-Maroni Saint-Georges · de-l'Oyapock Maripasoula Grand-Santi Régina Camopi Saint-Élie Ouanary |
| 50 km1:7 108 000 |

## Compagnies et destinations
Air Guyane Express est la seule compagnie à opérer des vols commerciaux sur cet aérodrome. 
| Compagnies         | Destinations                  |
| ------------------ | ----------------------------- |
| Air Guyane Express | Cayenne-F. Éboué, Maripasoula |

## Statistiques
Pour des raisons techniques, il est temporairement impossible d'afficher le graphique qui aurait dû être présenté ici.

Voir la requête brute et les sources sur Wikidata.